# Marc van der Woude

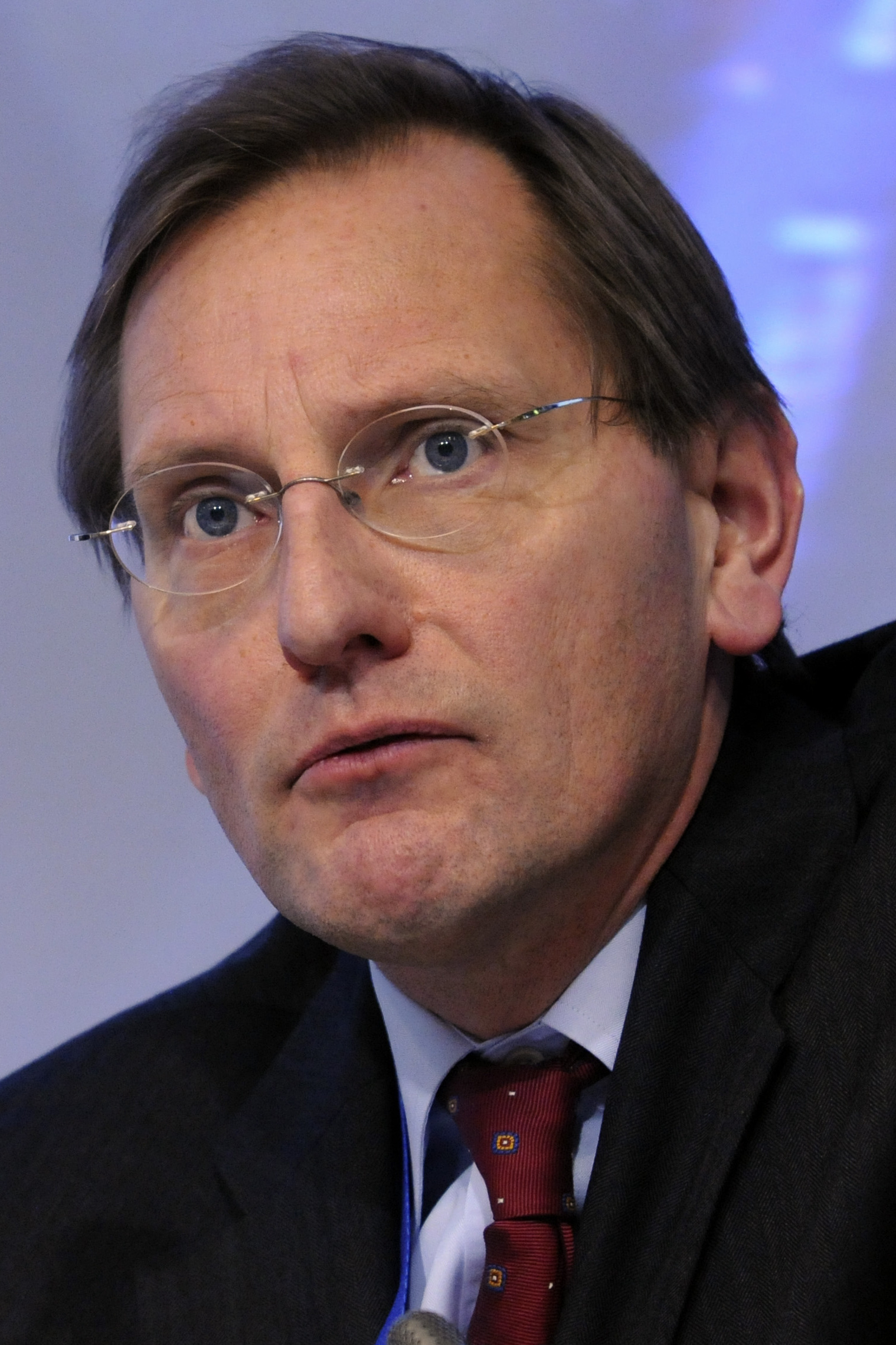
Marc van der Woude

Marc van der Woude (* 1960) ist ein niederländischer Jurist und Richter am Gericht der Europäischen Union und seit 2019 dessen Präsident.

## Leben und Wirken
Van der Woude studierte an der Reichsuniversität Groningen und dem College of Europe. Von 1984 bis 1986 war er Assistent am College of Europe. Von 1986 bis 1987 hatte er einen Lehrauftrag an der Universität Leiden.  Bis 1989 war er anschließend als Referent der Generaldirektion Wettbewerb der Kommission der Europäischen Gemeinschaften tätig. Rechtsreferent beim Gerichtshof der Europäischen Gemeinschaften war van der Woude von 1989 bis 1992 und bis 1993 politischer Koordinator bei der Generaldirektion Wettbewerb der Kommission der Europäischen Gemeinschaften. Dem Juristischen Dienst der Kommission gehörte er bis 1995 an. Ab 1995 war er Rechtsanwalt in Brüssel. 2000 wurde er zum Professor an der  Erasmus-Universität Rotterdam berufen.
Seit dem 13. September 2010 ist er Richter am Gericht der Europäischen Union, seit 2016 in der Rolle als Vizepräsident. Am 27. September 2019 wurde er als Nachfolger von Marc Jaeger für drei Jahre zum neuen Präsidenten des EuG gewählt. Sein Nachfolger im Amt des Vizepräsidenten wurde der Zyprer Savvas Papasavvas.